# La Maison jaune (film, 1971)
Pour les articles homonymes, voir Maison jaune.
Pour plus de détails, voir Fiche technique et Distribution.
La Maison jaune (Das gelbe Haus am Pinnasberg) est un film allemand réalisé par Alfred Vohrer sorti en 1970.
Il s'agit d'une adaptation du roman de Bengta Bischoff.

## Synopsis
La maison jaune de Pinnasberg est un lupanar pour femmes avec des hommes sous l'autorité du « général » Werner Zibell soutenu par son portier. Lorsque l'un de ses jeunes hommes meurt, il est remplacé par Stefan Bornemann, un étudiant en sociologie qui souhaite mettre en pratique sa science.
Stefan tombe amoureux de Luise Zibell, la fille du propriétaire. Quand il l'apprend, la colère du père est apaisée par sa femme Clarissa. Elle le convainc que Stefan soit son gendre et de vendre la maison jaune. Cela se fait juste à temps, car les travaux du tunnel du métro font s'effondrer la maison.

## Fiche technique
- Titre français : La Maison jaune[1]
- Titre original : Das gelbe Haus am Pinnasberg
- Réalisation : Alfred Vohrer assisté d'Eva Ebner
- Scénario : Manfred Purzer, Alfred Vohrer
- Musique : Rolf Kühn
- Direction artistique : Wolf Englert (de), Günther Kob
- Costumes : Irms Pauli
- Photographie : Ernst W. Kalinke
- Son : Jan van der Eerden
- Montage : Susanne Paschen
- Production : Luggi Waldleitner
- Sociétés de production : Roxy Film
- Société de distribution : Inter-Verleih Film-Gesellschaft
- Pays d'origine :  Allemagne de l'Ouest
- Langue : allemand
- Format : Couleurs - 1,66:1 - Mono - 35 mm
- Genre : Érotique
- Durée : 96 minutes
- Dates de sortie :
  -  Allemagne de l'Ouest : 27 février 1970.
  -  Finlande : 29 mars 1971.
  -  France : 31 mars 1971[1].
  -  Uruguay : 24 avril 1972.

## Distribution
- Siegfried Schürenberg : Werner Zibell
- Gernot Endemann (de) : Stefan Bornemann
- Mascha Gonska : Luise Zibell
- Tilly Lauenstein : Clarissa Zibell
- Eddi Arent : Le majordome
- Ann Smyrner : La baronne
- Judy Winter : Silvia
- Willy Harlander : Josef
- Jan Groth : Kaktus

## Source de la traduction
- (de) Cet article est partiellement ou en totalité issu de l’article de Wikipédia en allemand intitulé « Das gelbe Haus am Pinnasberg » (voir la liste des auteurs).